# Auerenhorn
Auerenhorn är en kulle i Schweiz. Den ligger i kantonen Glarus, i den östra delen av landet, 120 km öster om huvudstaden Bern. Toppen på Auerenhorn är 1 540 meter över havet.